# Dama de Porto Pim
Dama de Porto Pim es una película española de José Antonio Salgot.

## Argumento
La historia se desarrolla en las Islas Azores a finales de la Segunda Guerra Mundial.
Lucía (Emma Suárez) se encuentra en la isleta de Porto Pim esperando a su novio Pierre (Olegar Fedoro) que se encuentra en París. La espera se hace muy larga y cierto día conoce a Lucas (Sergio Peris Mencheta), un pescador de la zona, del que acaba enamorándose...

## Comentarios
La historia está basada en el libro de Antonio Tabucchi titulado Donna di Porto Pim e Altre Storie.